# Постскриптум (театр)
Театр-студия «Постскри́птум» (ранее театр «На пятом этаже») — московский театр-студия, существует с 1974 года. При театре действует студия актёрского мастерства.

## История
До 2004 года существовал под именем театра «На пятом этаже». В 2004 году театр переехал из ДК Метростроя в ДК им. А. В. Луначарского. Руководство ДК и фабрики (которой принадлежит ДК) выделило помещения для костюмов и реквизита. Началась модернизация освещения. Под новым названием «Постскриптум» театр шагнул к новым решениям. В данный момент располагается по адресу Тверская 12с8.
В 2005 году произошла смена руководства. Художественным руководителем и директором назначен С. А. Афанасьев. В. Б. Шрайбер остался режиссёром, но по-прежнему художественным и моральным советчиком и учителем актёрской труппы. Театр черпает свое вдохновение и замыслы не на пустом месте, поэтому в репертуаре столь же органично задают тон спектакли разных лет с подмостков, располагавшихся в театре «На пятом этаже», как и премьеры с участием актёров и режиссёров, формирующихся уже в эпоху «Постскриптума». Сейчас на базе театра создана студия актерского мастерства.

## Спектакли
- 1998 г. — «Пизанская башня» (Н.Птушкина)[2].
- 2004 г. — Спектакль для детей: «Маленький призрак Плуфт» (М.Машаду).
- 2005 г. — «Надеяться. Верить. Любить!» (по пьесе А.Арбузова «Домик на окраине» — Молодёжный проект к 60-летию Великой Победы).
- 2006 г. — «Страсти по Дон Кихоту, или Дульсинея Тобосская» (А.Володин).
- 2007 г. — «Дождь» (по повести А.Володина «С любимыми не расставайтесь» — в содружестве с продюсерским центром «Пантеон Арт»).
- 2010 г. — «Отпускаю!» (сценическая версия пьесы В.Розова «В день свадьбы») — курс режиссуры и мастерства актёра.
- 2011 г. — «Васса Железнова. Мать» (М.Горький) — курс режиссуры и мастерства актёра.
- 2012 г. — «Сильвия» (А.Герни) — курс режиссуры и мастерства актёра[3].
- 2015 г. — «Превратности любви» (режиссер — Я.Дубинина).

- 2015 г. — «Кукольная жизнь» (II место на международном театральном конкурсе в г. Берлин, Гран при фестиваля Черноморский олимп) автор и режиссёр Ярослава Дубинина

- 2015 г. — «Время и семья Конвей» (Дж. Б. Пристли), режиссёр Ярослава Дубинина
- 2015 г. — «Прибайкальская кадриль» (В. Гуркин), режиссёр Сергей Алексеевич Афанасьев
- 2015 г. — «Превратности любви» (А. П. Чехов), режиссёр Ярослава Дубинина
- 2015 г. — «Кабинетные сны» (по отывкам А. П. Чехова), режиссёр Юлия Костенко
- 2016 г. — «Рождённые в детстве», режиссёр Ярослава Дубинина, детская студия
- 2016 г. — «Сон в полярную ночь» (У. Хуб), режиссёр Сергей Пешехонов
- 2016 г. — «Её друзья» (В. Розов), режиссёр Елена Никишина
- 2016 г. — «Продавец дождя» (Ю. O’нил), режиссёр Ярослава Дубинина
- 2016 г. — «В день свадьбы» (В. Розов), режиссёр Юлия Уразбаева
- 2017 г. — «Таинственное происшествие в отеле Гринфингерс» (Дж. Б. Пристли), режиссёр Ярослава Дубинина
- 2017 г. — «Оркестр» (Ж. Ануй), режиссёр Юлия Костенко
- 2017 г. — «Пощёчина» (Э. Лабиш), режиссёр Елена Никишина
- 2017 г. — «Мы с тобой одной крови» (Р. Киплинг), режиссёр Ярослава Дубинина
- 2017 г. — «Фабричная девчонка» (А. Володин), режиссёр Елена Никишина
- 2017 г. — «Старший сын» (А. Вампилов), режиссёр Юлия Костенко
- 2017 г. — «Старшая сестра» (А. Володин), режиссёр Марья Афанасьева
- 2017 г. — «Моя профессия — синьор из общества», (Д. Скарначчи), режиссёр Ярослава Дубинина
- 2017 г. — «Цилиндр» Э. (Де Фелиппо), режиссёр Амаду Мамадаков
- 2017 г. — «Очень простая история» (М. Ладо), режиссёр Сергей Алексеевич Афанасьев
- 2017 г. — «Где тонко, там и рвётся» (И. Тургенев), режиссёр Елена Никишина
- 2017 г. — «Поллианна» (Э. Портер), режиссёр Алёна Шемионко
- 2017 г. — «Заговор ведьм» режиссёр Ярослава Дубинина, спектакль детской студии
- 2018 г. — «Не покидай меня» (А. Дударев), режиссёр Марья Афанасьева
- 2018 г. — «Пять вечеров» (А. Володин), режиссёр Юлия Уразбаева
- 2018 г. — «Скандальное происшествие с мистером Кэттлом и миссис Мун» (Дж. Б. Пристли), режиссёр Александр Суворов
- 2018 г. — «Корабль дураков» (Н. Коляда), режиссёр Юлия Костенко
- 2018 г. — «Валентин и Валентина» (М. Рощин), режиссёр Елена Никишина
- 2018 г. — «Невольницы» (А. Н. Островский), режиссёр Пётр Глебович Попов
- 2018 г. — «Гадкая» (Г. Х. Андерсен), режиссёр Юлия Зверева
- 2018 г. — «Кошкин дом» (С. Маршак), режиссёр Алёна Журавлёва
- 2018 г. — «С любимыми не расставайтесь» (А. Володин), режиссёр Юлия Зверева
- 2018 г. — «Группа» (А. Галин), режиссёр Юлия Зверева
- 2018 г. — «Голубцы по объявлению» (А. Финк), режиссёр Ярослава Дубинина
- 2018 г. — «Победительница» (А. Арбузов), режиссёр Алёна Журавлёва
- 2018 г. — «Метранпаж» (А. Вампилов), режиссёр Ярослава Дубинина
- 2018 г. — «Азалия» (Ив Жамиак), режиссёр Сергей Алексеевич Афанасьев